# Lažiše
Lažiše je naselje u slovenskoj Općini Dobju. Lažiše se nalazi u pokrajini Štajerskoj i statističkoj regiji Savinjskoj. 

## Stanovništvo
Prema popisu stanovništva iz 2002. godine naselje je imalo 167 stanovnika.